# シリル・アビディ
シリル・アビディ（Cyril Abidi、1976年2月25日 - ）は、フランスの元男性キックボクサー、実業家。ブーシュ＝デュ＝ローヌ県マルセイユ出身。ニックネームは「マルセイユの悪童」。

## 概要
6歳の時にストリートファイトをやめさせるため母親がアビディに柔道を始めさせる。10歳の時にブルース・リーを見て空手に転向。18歳でムエタイに転向した。
1999年6月5日、スイスで開催されたK-1 FIGHT NIGHT '99でK-1デビューし、ピーター・マエストロビッチに判定勝ち。
1999年7月18日、日本デビューとなったK-1 DREAM '99のGP予選トーナメントに出場。1回戦でカークウッド・ウォーカーに右ローキックでKO勝ちするも、準決勝でステファン・レコに判定負け。
1999年7月18日、K-1 SPIRITS 2000でピーター・アーツにTKO勝ち。
1999年8月20日、K-1 WORLD GP 2000 in YOKOHAMAで開催されたGP予選トーナメントの1回戦でピーター・アーツと対戦し再びTKOで下す。この2度のピーター・アーツへの勝利で一気に人気がブレイク。
2000年12月10日、K-1 WORLD GP 2000 決勝戦のGP準々決勝でピーター・アーツと3度目の対戦。両者一歩も引かない喧嘩ファイトを繰り広げるが判定負けを喫した。しかし、ピーター・アーツがアビディ戦で負った眉間の傷が深かったためドクターストップがかかり棄権。アビディが準決勝へ進出してレイ・セフォーと対戦するもKO負けを喫した。
2001年7月20日、K-1 WORLD GP 2001 in NAGOYAで開催されたGP予選トーナメントの1回戦でアンドリュー・トムソンにTKO負け。
2002年9月22日、K-1 ANDY SPIRITS 2002でボブ・サップと対戦。サップの暴走ラッシュに何もできないままKO負け。
2002年12月31日、INOKI BOM-BA-YE 2002で総合格闘家のクイントン・ジャクソンとK-1ルールで対戦し、判定負け。
2003年1月29日、リュック・ベッソン製作・脚本のTAXi3に、犬を散歩させる警官役でカメオ出演した。
2003年6月14日、K-1 WORLD GP 2003 in PARISで開催されたヨーロッパ・ロシア地域予選に出場。アジス・カトゥー、ハリッド"ディ・ファウスト"に勝利するも、決勝でアレクセイ・イグナショフに敗れた。大会終了後のセレモニーの最中に、以前から雑誌のインタビュー上で互いを批判するなど険悪な状態が続いていたジェロム・レ・バンナに襲いかかり、バンナが背後によけたため命中しなかったが、パンチとキックを繰り出すという騒ぎを起こした。
2003年10月11日、K-1 WORLD GP 2003 開幕戦のGP1回戦にて、K-1初参戦のボクシング元IBF世界ヘビー級王者フランソワ・ボタと対戦するも、マットに倒れたアビディにボタがレフェリーの制止もきかず反則行為のパンチを打ち込み、わずか試合開始19秒でボタの失格負けとなった。12月6日、K-1 WORLD GP 2003 決勝戦のGP準々決勝にて、金銭面の問題と体調不良を理由に欠場したステファン・レコの代役として出場か決まったフランソワ・ボタと再戦し、3Rに右ハイキックでダウンを奪って判定勝ち。準決勝でレミー・ボンヤスキーの跳び膝蹴りでKO負けを喫した。
2004年9月25日、K-1 WORLD GP 2004 in TOKYO 開幕戦のGP1回戦で武蔵と対戦し、判定負け。
2004年12月4日、K-1 WORLD GP 2004 決勝戦のリザーブファイトでゲーリー・グッドリッジにKO負け。
2004年12月31日、K-1 PREMIUM 2004 Dynamite!!では総合格闘技ルールでボビー・オロゴンと対戦し、0-3の判定負け。当初ボビーの対戦予定であったマイク・ベルナルドが練習中の首の負傷により欠場し、急遽代理出場となった。
2005年5月27日、K-1 WORLD GP 2005 IN PARISでジェロム・レ・バンナと初対戦。5Rに右フックでふらついて倒れるとレフェリーが試合を止めTKO負け。しかしアビディはこの試合の1週間前にバイクで転倒事故を起こし、致命傷には至らなかったものの首と左足に怪我を負っており、そのため9月に、欠けた骨の破片くずを取り除く手術を受けた。
2006年3月5日、ニュージーランド大会のオセアニア GP予選トーナメント 1回戦で堀啓と再戦。2004年3月27日にはアビディがKO勝利しているため、堀のリベンジマッチでもあった。しかし、試合が始まって間もなく、アビディが転倒した際、バイク事故で痛めていた左の足首をひねってしまう。それ以降は、根性で耐えながら闘っていたが、3R開始直前にセコンドからタオルが投入されTKO負け。
2007年3月4日、K-1 WORLD GP 2007 IN YOKOHAMAで野田貢と対戦。2Rにスタンディングダウンを奪われ、判定負け。これ以降試合を行っておらずこの試合が事実上の引退試合となった。
K-1時代の終盤にはAbidi SARLというベーカリー工房の会社を経営していたが、その後はフィットネスジム「Le Gym Plan de campagne」とレストランを経営している。

## ファイトスタイル
- 真っ向勝負の喧嘩スタイルであり、ディフェンス面の甘さが見られる。
- ボブ・サップ戦など相手の猛攻に臆し対戦相手に背中を向けながらダウンしたり、心の弱さを露呈することもあり、気性の波が激しい。

## 戦績

### プロキックボクシング
| キックボクシング 戦績 | キックボクシング 戦績 | キックボクシング 戦績 | キックボクシング 戦績 | キックボクシング 戦績 | キックボクシング 戦績 | キックボクシング 戦績 |
| --------------------- | --------------------- | --------------------- | --------------------- | --------------------- | --------------------- | --------------------- |
| 42 試合               | (T)KO                 | 判定                  | その他                | 引き分け              | 無効試合              |                       |
| 25 勝                 | 17                    | 8                     | 0                     | 0                     | 0                     |                       |
| 16 敗                 | 10                    | 6                     | 0                     | 0                     | 0                     |                       |

| 勝敗 | 対戦相手                                 | 試合結果                                      | 大会名                                                                | 開催年月日     |
| ×    | 野田貢                                   | 3R終了 判定0-3                                | K-1 WORLD GP 2007 IN YOKOHAMA                                         | 2007年3月4日   |
| ×    | 堀啓                                     | 2R終了時 TKO（タオル投入）                    | K-1 WORLD GP 2006 IN AUCKLAND 【オセアニア GP予選トーナメント 1回戦】 | 2006年3月5日   |
| ○    | ステファーヌ・レベヨン                   | 1R 0:11 KO                                    | TK2 World MAX 4ever Edition                                           | 2005年10月15日 |
| ×    | ジェロム・レ・バンナ                     | 5R 2:53 TKO（レフェリーストップ）             | K-1 WORLD GP 2005 IN PARIS 【スーパーファイト】                       | 2005年5月27日  |
| ×    | ゲーリー・グッドリッジ                   | 1R 3:00 KO（2ノックダウン：右フック）         | K-1 WORLD GP 2004 決勝戦 【リザーブファイト】                         | 2004年12月4日  |
| ×    | 武蔵                                     | 3R終了 判定0-3                                | K-1 WORLD GP 2004 in TOKYO 開幕戦 【WORLD GP 1回戦】                  | 2004年9月25日  |
| ○    | 堀啓                                     | 3R 2:58 KO（3ノックダウン：左フック）         | K-1 WORLD GP 2004 in SAITAMA                                          | 2004年3月27日  |
| ○    | フセイン・ブートレック                   | 5R終了 判定                                   | TK2 Kickboxing                                                        | 2004年2月4日   |
| ×    | レミー・ボンヤスキー                     | 1R 1:46 KO（右跳び膝蹴り）                    | K-1 WORLD GP 2003 決勝戦 【WORLD GP 準決勝】                          | 2003年12月6日  |
| ○    | フランソワ"ザ・ホワイトバッファロー"ボタ | 3R終了 判定3-0                                | K-1 WORLD GP 2003 決勝戦 【WORLD GP 準々決勝】                        | 2003年12月6日  |
| ○    | フランソワ"ザ・ホワイトバッファロー"ボタ | 1R 0:19 反則失格（倒れた相手へのパンチ）      | K-1 WORLD GP 2003 開幕戦 ALL STARS 【WORLD GP 1回戦】                 | 2003年10月11日 |
| ×    | アーネスト・ホースト                     | 2R終了 負傷判定0-3                            | K-1 WORLD GP in FUKUOKA                                               | 2003年7月13日  |
| ×    | アレクセイ・イグナショフ                 | 3R 0:20 TKO（タオル投入）                     | K-1 WORLD GP 2003 in PARIS 【ヨーロッパ・ロシア地域予選 決勝】        | 2003年6月14日  |
| ○    | ハリッド"ディ・ファウスト"               | 2R 1:32 KO（2ノックダウン：パンチ連打）       | K-1 WORLD GP 2003 in PARIS 【ヨーロッパ・ロシア地域予選 準決勝】      | 2003年6月14日  |
| ○    | アジス・カトゥー                         | 3R終了 判定3-0                                | K-1 WORLD GP 2003 in PARIS 【ヨーロッパ・ロシア地域予選 1回戦】       | 2003年6月14日  |
| ○    | ダニエル・ロンティ                       | 3R TKO                                        | TK2 Kickboxing                                                        | 2003年5月17日  |
| ○    | 子安慎悟                                 | 5R終了 判定3-0                                | K-1 BEAST 2003 〜山形初上陸〜                                         | 2003年4月6日   |
| ×    | クイントン・"ランペイジ"・ジャクソン     | 3R終了 判定0-3                                | INOKI BOM-BA-YE 2002                                                  | 2002年12月31日 |
| ×    | ボブ・サップ                             | 1R 1:17 KO（3ノックダウン：パンチ連打）       | K-1 ANDY SPIRITS 2002 〜JAPAN GP 決勝戦〜 【スーパーファイト】        | 2002年9月22日  |
| ×    | クイントン・"ランペイジ"・ジャクソン     | 1R 1:55 KO（左フック）                        | K-1 WORLD GP 2002 in FUKUOKA                                          | 2002年7月14日  |
| ○    | ニック・マレー                           | 1R 2:05 KO（3ノックダウン：左ストレート）     | K-1 WORLD GP 2002 in PARIS                                            | 2002年5月25日  |
| ○    | 富平辰文                                 | 4R 2:30 TKO（ローキック）                     | K-1 WORLD GP 2001 in FUKUOKA                                          | 2001年10月8日  |
| ×    | アンドリュー・トムソン                   | 1R 1:15 TKO（レフェリーストップ：パンチ連打） | K-1 WORLD GP 2001 in NAGOYA 【GP予選トーナメント 1回戦】              | 2001年7月20日  |
| ○    | グレート草津                             | 5R終了 判定2-1                                | K-1 GLADIATORS 2001 〜新世紀 一撃伝説の幕開け〜                       | 2001年3月17日  |
| ×    | レイ・セフォー                           | 1R 1:45 KO（2ノックダウン：フック連打）       | K-1 WORLD GP 2000 決勝戦 【WORLD GP 準決勝】                          | 2000年12月10日 |
| ×    | ピーター・アーツ                         | 3R終了 判定0-3                                | K-1 WORLD GP 2000 決勝戦 【WORLD GP 準々決勝】                        | 2000年12月10日 |
| ○    | アンドレイ・ズラフコフ                   | 勝利                                          | La Nuit des Champions                                                 | 2000年10月11日 |
| ×    | フランシスコ・フィリォ                   | 2R 0:25 TKO（タオル投入）                     | K-1 WORLD GP 2000 in YOKOHAMA 【GP予選トーナメント 決勝】             | 2000年8月20日  |
| ○    | レイ・セフォー                           | 2R終了時 TKO（タオル投入）                    | K-1 WORLD GP 2000 in YOKOHAMA 【GP予選トーナメント 準決勝】           | 2000年8月20日  |
| ○    | ピーター・アーツ                         | 1R 2:42 TKO（タオル投入：背筋挫傷）           | K-1 WORLD GP 2000 in YOKOHAMA 【GP予選トーナメント 1回戦】            | 2000年8月20日  |
| ○    | ピーター・アーツ                         | 1R 2:13 TKO（右ストレート）                   | K-1 SPIRITS 2000                                                      | 2000年7月7日   |
| ○    | ノブ・ハヤシ                             | 2R 1:52 KO（3ノックダウン：右フック）         | K-1 BURNING 2000 〜燃えよ日本魂〜                                     | 2000年3月19日  |
| ○    | ジャン＝クロード・リビエール             | KO                                            | Kickboxing Gala                                                       | 1999年11月20日 |
| ×    | ステファン・レコ                         | 3R終了 判定0-3                                | K-1 DREAM '99 〜グランプリへの道〜 【GP予選トーナメント 準決勝】      | 1999年7月18日  |
| ○    | カークウッド・ウォーカー                 | 1R 0:33 KO（右ローキック）                    | K-1 DREAM '99 〜グランプリへの道〜 【GP予選トーナメント 1回戦】       | 1999年7月18日  |
| ○    | ピーター・マエストロビッチ               | 5R終了 判定3-0                                | K-1 FIGHT NIGHT '99                                                   | 1999年6月5日   |
| ○    | ナシュ・ウルアジッチ                     | 5R終了 判定                                   | La Nuit des Champions                                                 | 1999年2月27日  |
| ○    | ガルドワ・ド・トゥメーゼ                 | 4R KO                                         | La Nuit des Champions                                                 | 1998年11月21日 |
| ○    | アレクサンドレ・チュワレフ               | 1R KO                                         | La Nuit des Champions                                                 | 1998年9月1日   |

### プロ総合格闘技
| 総合格闘技 戦績 | 総合格闘技 戦績 | 総合格闘技 戦績 | 総合格闘技 戦績 | 総合格闘技 戦績 | 総合格闘技 戦績 | 総合格闘技 戦績 |
| --------------- | --------------- | --------------- | --------------- | --------------- | --------------- | --------------- |
| 2 試合          | (T)KO           | 一本            | 判定            | その他          | 引き分け        | 無効試合        |
| 0 勝            | 0               | 0               | 0               | 0               | 0               | 0               |
| 2 敗            | 0               | 1               | 1               | 0               | 0               | 0               |

| 勝敗 | 対戦相手         | 試合結果                   | 大会名                      | 開催年月日     |
| ×    | ボビー・オロゴン | 3分3R終了 判定0-3          | K-1 PREMIUM 2004 Dynamite!! | 2004年12月31日 |
| ×    | ドン・フライ     | 2R 0:34 チョークスリーパー | INOKI BOM-BA-YE 2001        | 2001年12月31日 |

### エキシビション
| 勝敗 | 対戦相手   | 試合結果               | 大会名          | 開催年月日    |
| ×    | 安保瑠輝也 | 3R 0:57 KO（左フック） | BREAKING DOWN 7 | 2023年2月19日 |

## 獲得タイトル
- フランスキックボクシング王者

## エピソード
- 幼い頃から、ストリートファイトを頻繁に行っていたため、「マルセイユの悪童」と名づけられた。
- 映画『TAXi3』（地元マルセイユのロケのため）では犬に散歩をさせる警察官役として出演。